# 블랙 폭스
블랙 폭스(BLACK FOX)는 일본에서 제작된 노무라 카즈야 감독의 2019년 애니메이션, 액션, 모험, SF 영화이다. 스튜디오 3Hz가 제작했다. 일본에서 2019년 10월 5일 초연되었다.

## 출연 성우
- 나나세 아야카
- 토마츠 하루카
- 다이치 요
- 츠치다 히로시
- 효에이
- 토리우미 코스케
- 후지와라 케이지
- 토요사키 아키
- 토비타 노부오
- 도치 히로키
- 코야마 리키야